# Torksey
Torksey är en ort och civil parish i Storbritannien.   Den ligger i grevskapet Lincolnshire och riksdelen England, i den sydöstra delen av landet, 200 km norr om huvudstaden London. Torksey ligger 8 meter över havet och antalet invånare är 551.
Terrängen runt Torksey är platt. Runt Torksey är det ganska tätbefolkat, med 104 invånare per kvadratkilometer. Närmaste större samhälle är Lincoln, 15,9 km sydost om Torksey. Trakten runt Torksey består till största delen av jordbruksmark.